# 顾二熊
顾二熊（？—），男，中华人民共和国政治人物，曾任河北省人民政府副省长，中华全国供销合作总社理事会副主任，第七届全国人大代表，第十届全国政协委员。